# Peter Stuhlfauth
Peter Stuhlfauth (* 17. September 1961 in Haßloch) ist ein deutscher Politiker (AfD). Er wurde bei der Landtagswahl 2021 in den rheinland-pfälzischen Landtag gewählt.

## Leben
Nach der Mittleren Reife 1979 am Leibniz-Gymnasium in Neustadt an der Weinstraße absolvierte Stuhlfauth bis 1983 eine Ausbildung zum Informationselektroniker bei BASF. Im gleichen Jahr begann er eine weitere Ausbildung zum Polizeibeamten. Nach Stationen bei der Bereitschaftspolizei in Schifferstadt und im Polizeipräsidium Rheinpfalz in Ludwigshafen war er ab 1989 bis zu seiner Wahl in den Landtag bei der Polizei in seinem Heimatort Haßloch eingesetzt.

## Politik
Stuhlfauth trat im Januar 2016 in die AfD ein. Er wurde 2018 zum Vorsitzenden des neu gegründeten AfD-Ortsverbands Haßloch und zum stellvertretenden Kreisvorsitzenden in Bad Dürkheim gewählt. Seit 2019 sitzt er im Gemeinderat Haßloch und Kreistag Bad Dürkheim. 2020 trat er erfolglos bei den Bürgermeisterwahlen in Haßloch an. Bei der Landtagswahl 2021 wurde er über die AfD-Landesliste (Platz 8) in den Landtag gewählt. Als Schwerpunkte seiner politischen Arbeit gibt er Innere Sicherheit und Einwanderung an.